# Петро Михайлович Забіла
Петро́ Миха́йлович Забі́ла (нар. 1580, Борзна — 1689) — український державний діяч XVII століття, козацький старшина.

## Життєпис

Остоя — герб роду Забіл (Наталя Забіла)

Як вважається, народився в місті Борзні, що на Чернігівщині. В часи Речі Посполитої обіймав посаду адміністратора королівського маєтку в рідному місті. Після вибуху постання Хмельницького, долучився до українських козаків. Разом із синами Костянтином та Василем був записаний до козацького реєстру від Борзнянської сотні й назначений «наказним полковником війська його королівської милості від п. Мартина Небаби» (1649).
В 1654 році став борзнянським сотником, а в 1656 отримував царську грамоту на 5 сіл біля Кролевця: Обтове, Реутинці, Лушники, Клишки й Погорілівку, які при поляках Вішлі, а потім А. П. Цурковському, ніжинським війтам, останній володів і Борзною. Крім цих сіл, Петру Забілі, як говорять сімейні перекази, були віддані також «будинок королівський в замку, в Борзні й інші за містом, в замку», напевно в маєтку, який звався «Зелений двір». Пізніше, в 1835 р., цей маєток був подарований Оленою Миколаївною Белозерською (Забіла) Борзенському земству для використання її як лікарні.
У червні 1654 року очолював козацьку делегацію від наказного гетьмана Івана Золотаренка до московського царя. Прихильник політики гетьмана Івана Виговського. 
В 1663–1669 роках — генеральний суддя в адміністрації гетьмана Івана Брюховецького, з яким в 1665 році їздив до Москви. В 1669–1685 роках — генеральний обозний. В 1672 році Забіла, прагнучи захопити гетьманську булаву, очолив старшинську змову проти гетьмана Дем'яна Многогрішного. Позбавлення влади і висилка останнього не проклали, проте, Забілі дороги до гетьманства; через декілька років він, за дряхлістю, залишив посаду генерального обозного і переселився з Борзни в Обтов, село Коропської сотні, де скуповував млини і тим збільшував свій обтовський маєток, володів значними маєтками в Ніжинському і Чернігівському полках.
Петро пережив другу дружину і, згідно з листом Василя Борковського своєму зятю Івану Забілі, помер 1689 року. За іншими даними, які збереглись в збірнику Забілинських паперів, Петро Забіла помер 10 квітня 1691 року, «маючи 109 років». Він похований в Рихловському монастирі поблизу села Обтове. Власниками Обтова стали його молодший син від другої дружини Іван (помер бл. 1703 р.) та син останнього, також Іван.

### Шлюби, діти
Петро Забіла був одружений двічі: від першої дружини Параски Станіславівни (1610—1650 рр.) мав дітей: Іван-старший, Тарас, Степан, Василь, ……Петрівна, ……Петрівна.
Будучи генеральним суддею, у 85 років він одружився вдруге, «взяв за себе Герцичку» (Гафія Семенівна Герцик (1624—1686 рр.) — вдова вихрещеного єврея, була настільки бідною, що її син Павло Герцик, по розповіді Василя Кочубея, сучасника і родича Забіли «…торгував на Полтавському базарі голками»). Друга жінка народила Забілі ще двоє дітей: Івана-молодшого, Феодору. Їх він встиг «прилаштувати» ще до своєї смерті, одруживши сина з дочкою генерального обозного Василя Дуніна-Борковського, видавши заміж дочку за сина Ніжинського полковника Василя Яковича Жураковського, Ямпільського сотника, в наступному генерального осавула в 1710—1724 рр.

### Заповіт
Більшу частину своїх володінь Петро Михайлович заповів 2-й дружині й дітям, народженим від неї. Дітям від першої дружини були назначені:
- села Погорілівку з Клишками він залишив по заповіту 1681 р. своєму сину, Івану-старшому, який залишив одну дочку, дружину Костянтина Голуба, генерального бунчукового товариша;
- село Лушники (Лучники) відійшло Степану;
- село Реутинці (Ревутинці) — Василю;
- водяний млин і гроші — Тарасу.